# Autobianchi A112
L'Autobianchi A112 è un'autovettura utilitaria prodotta dalla casa automobilistica italiana Autobianchi dal 1969 al 1986.

## Il contesto
Nella seconda metà degli anni sessanta la FIAT si trovava a dover affrontare la preoccupante penetrazione nel mercato italiano della Mini che, dopo aver aggirato l'ostacolo dei dazi doganali con la costruzione della vettura presso gli stabilimenti della Innocenti, riscuoteva un notevole successo di vendite tra i giovani e, soprattutto, tra l'utenza femminile.
In quel settore di mercato FIAT disponeva dell'obsoleto modello 850, non in grado di rivaleggiare per immagine e concezione tecnica con la rivoluzionaria utilitaria anglo-italiana; pertanto Dante Giacosa decise di proporre, attraverso la controllata Autobianchi, una vettura di piccole dimensioni, dall'aspetto elegante e dotata della moderna trazione anteriore.
Secondo la filosofia di Giacosa, come già avvenuto per la A111, non si trattava solamente di proporre un nuovo modello, ma anche di realizzare una sperimentazione su larga scala delle soluzioni e delle componenti meccaniche che sarebbero poi state utilizzate sulla 127, in via di realizzazione.
Nacque così il progetto "X1/2", sviluppato come "sperimentazione sul campo" del progetto "X1/4" (la futura Fiat 127).

## La vettura
L'Autobianchi A112 venne presentata nel 1969 al Salone di Torino, ottenendo entusiastici consensi, in particolare tra le categorie d'utenza verso le quali era indirizzata.
Il successo di vendite fu immediato e talmente consistente che, nonostante i continui ampliamenti delle linee di montaggio, per alcuni anni la produzione non riuscì a soddisfare una domanda corposa ed in costante crescita, costringendo gli aspiranti proprietari del nuovo modello a snervanti attese che in molti casi superavano i dodici mesi.
Oltre all'aspetto gradevole ed alla brillantezza delle prestazioni, anche i contenuti costi di acquisto e d'esercizio contribuirono a farne una delle automobili più diffuse e apprezzate da utenti di ogni fascia d'età. Inoltre, nel 1970, la "A112" si aggiudicò il secondo posto per il titolo di Auto dell'anno, venendo superata dalla Fiat 128.
Nella sua lunga carriera la "A112" subì molti restyling e miglioramenti, che diedero vita a otto serie successive, durante i 17 anni del periodo di produzione.
Nei primi anni ottanta, la commercializzazione in Svezia venne affidata alla Saab, che la propose come Saab Lancia A112.

### Prima serie (1969-1973)
Al momento dell'inizio della commercializzazione ad ottobre del 1969, l'A112 era disponibile in un'unica versione, dotata di motore FIAT 100, un quattro cilindri in linea con albero a camme laterale, con 903 cm³ di cilindrata e 44 CV di potenza massima derivato direttamente da quello della fiat 850 sport ma depotenziato con l'eliminazione del carburatore a doppio corpo. Accoppiato a un cambio manuale a 4 rapporti molto corti (a 110 km/h la vettura sfiorava i 5000 giri/min.), permetteva di toccare i 144 km/h (a fronte di "oltre 135" dichiarati)con consumi contenuti in media di 6,9 litri ogni 100 km.
Le ottime doti di accelerazione della vettura, che passava da 0 a 100 km/h in 13,7 secondi e percorreva i 400 metri con partenza da fermo in 18,874 secondi, fanno ritenere che il motore disponesse in realtà di una potenza superiore ai 44 CV dichiarati dalla casa costruttrice.
L'impianto frenante era di tipo misto, dischi davanti e tamburi dietro, ma privo di servofreno e con freno a mano inusualmente sulle ruote anteriori, ma venne ben presto abolito tornando al sistema tradizionale sulle ruote posteriori. Il comportamento stradale era brillante, maneggevole e con buona tenuta di strada.
L'allestimento prevedeva sedili in skai e plancia con strumentazione circolare, mentre il bagagliaio aveva una capienza di 180 litri, che potevano essere ampliati ribaltando lo schienale posteriore.
Nell'autunno del 1971, per uniformare la produzione tra la 127 e la A112, venne installato su quest'ultima lo stesso motore con 47 CV che equipaggiava la neonata 127, anche se la casa continuò a dichiarare 44 CV ancora per diverso tempo. Sempre in quell'anno, visto il successo ottenuto e le ottime doti stradali, la casa decise di ampliarne la gamma con l'introduzione delle versioni E ed Abarth. La prima presentava finiture più curate, verniciatura del tetto in colore contrastante (come sulla Mini) e dotazione più ricca, mentre la seconda era una versione sportiva realizzata dall'atelier di Carlo Abarth.

### Seconda serie (1973-1975)

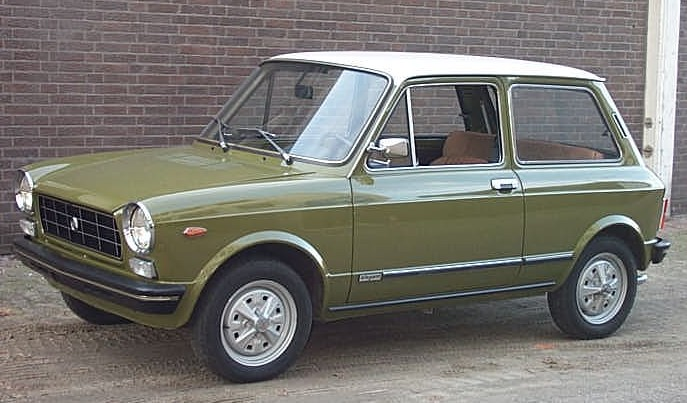
La "A112" 2ª serie, allestimento Elegant, del 1973

Nel marzo del 1973 fu introdotta la seconda serie. Vennero apportate alcune leggere modifiche. All'esterno si notavano nuovi paraurti in gomma nera con inserti cromati (anziché metallici con profilo in gomma), una diversa mascherina con "maglia" differente e nuovi cerchi ruota, mentre all'interno vennero apportate varie migliorie a plancia e sedili.
L'eredità della A112 E, venne raccolta dalla Elegant con finiture più curate e con la possibilità di equipaggiamento anche con verniciatura in tinta unica, mentre la versione base, denominata Normale conservava i paraurti in metallo con fascia in gomma.
Il modello a subire i maggiori mutamenti estetici fu l'Abarth, che poteva essere ordinata anche in versione monocolore blu president, visone e salmone (in caso di bicolore a base rossa le parti verniciate in nero opaco si riducevano al solo cofano motore). All'interno, inoltre, presentava nuovi sedili con rivestimento in tessuto a scacchi per le versioni monocolore, mentre dalle fiancate scomparivano i caratteristici loghi a forma di scorpione.
Non vi furono, invece, novità tecniche: le motorizzazioni rimanevano 903 cm³ per la normale e la Elegant e 982 cm³ per l'Abarth.
L'Autobianchi, presentando la II serie, dichiarò ufficialmente la potenza di 47 CV per il motore da 903 cm³, anche se con ogni probabilità il propulsore disponeva già di 47 CV fin dall'epoca del debutto.

### Terza serie (1975-1977)

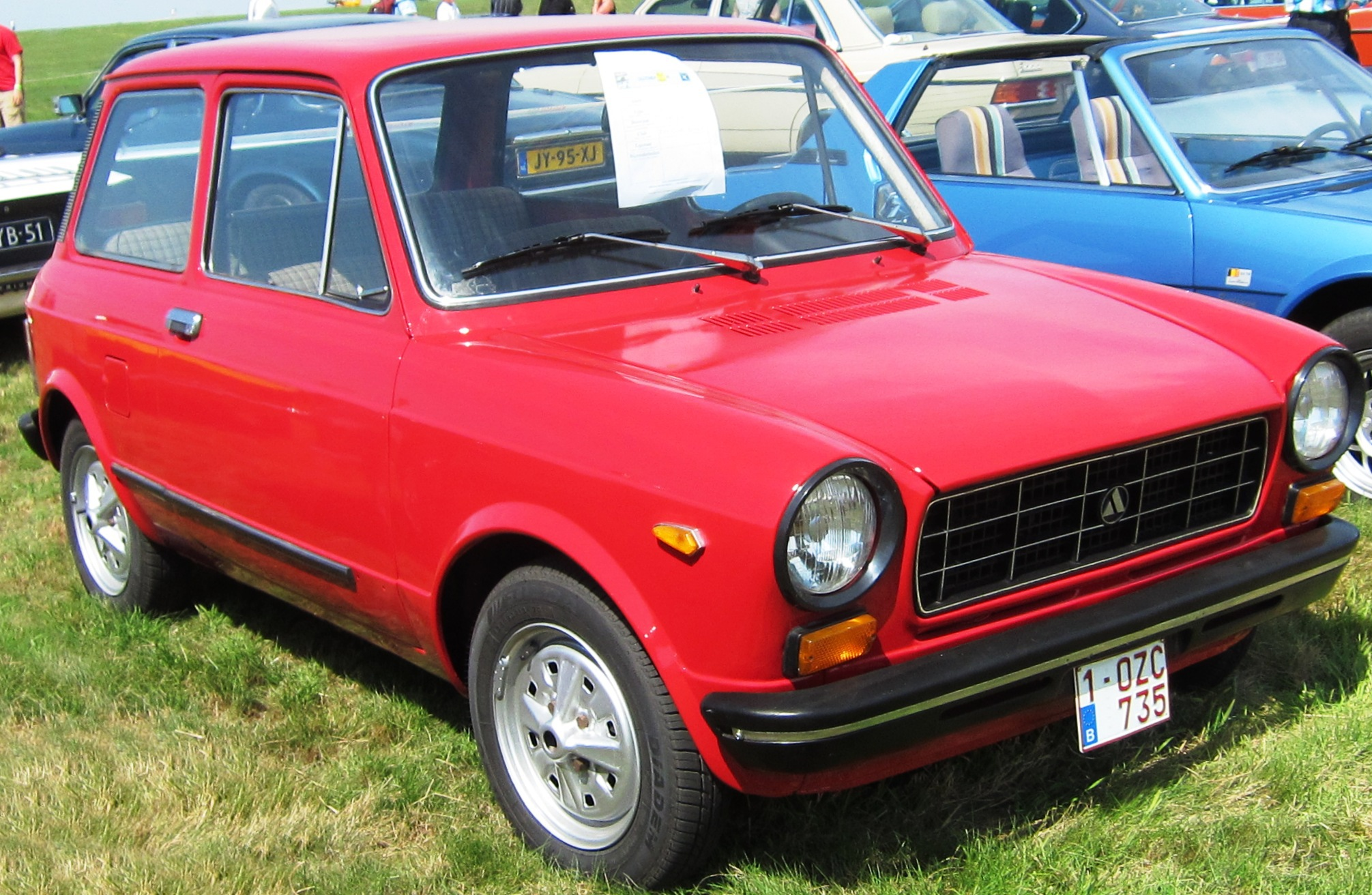
La "A112" 3ª serie

La terza serie, presentata all'inizio del 1975, differiva dalla precedente per i gruppi ottici posteriori ridisegnati (con luce di retromarcia integrata su Elegant e Abarth), griglia di sfogo sul montante posteriore più ampia ed una differente conformazione dei pannelli interni posteriori che, garantendo maggior spazio trasversale, consentivano l'omologazione per 5 persone (prima era per 4). Sulla Normale i paraurti, sempre metallici, divennero neri opachi (e privi di fascia in gomma).

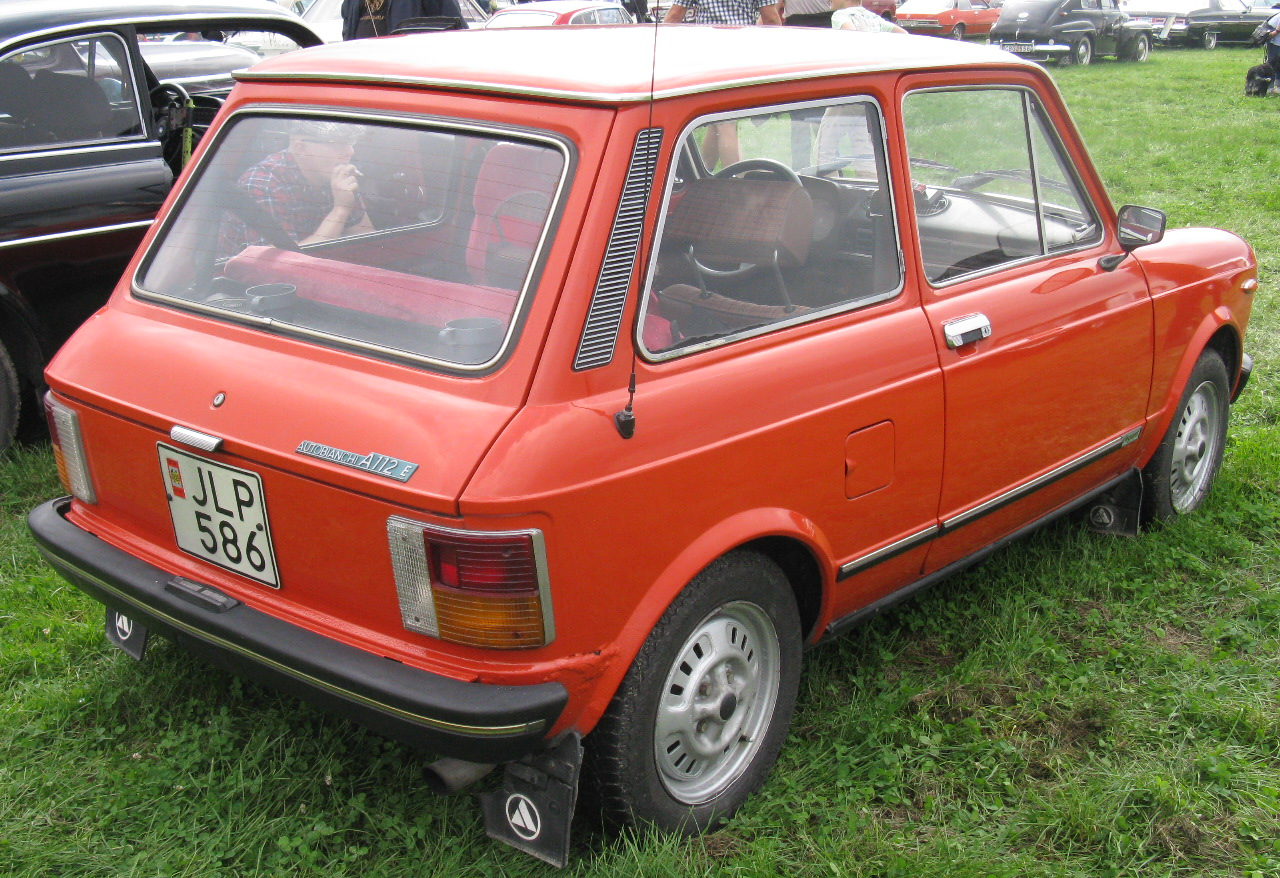
La "A112" 3ª serie

La gamma Abarth, per la quale sono rese disponibili anche nuove tinte (azzurro Bahamas e verde Pampa, oltre al rosso corsa) in caso di verniciatura bicolore, si ampliò con l'introduzione della versione 70 HP, spinta da un 4 cilindri di 1049 cm³ da 70 CV derivato dal 982 cm³ della 58 hp aveva quattro marce con rapporto al ponte 13/58  ed è stato l'unico modello di A112 Abarth in grado di raggiungere i 160 km/h effettivi; fu dotata già dalla prima serie di servofreno a depressione, agente sulle sole ruote anteriori e sistemato, per motivi di spazio, sulla destra del vano motore.
Sul n.234 di Quattroruote del giugno 1975 vi fu la prova su strada dell'allora campione del mondo in carica di F1 Emerson Fittipaldi che ne vantò le doti sportive del motore e della tenuta di strada. La versione di 982 cm³ rimase comunque in listino col nome 58 HP. Nel luglio del 1975 la potenza della Normale venne ridotta a 42 CV, mentre nel 1976 venne tolta di listino la Abarth 58 HP.
Sempre nella prima metà del 1976 il motore della Elegant fu depotenziato a 45 hp a causa dell'introduzione delle normative sulle emissioni inquinanti. Queste le modifiche effettuate: riduzione delle fasi della distribuzione (aspirazione da 25°/51° a 17°/43°, scarico da 64°/12° a 57°/3°) e diminuzione dell'alzata delle valvole passata da 8,8 a 8,4 mm. Si adotta anche un nuovo carburatore con un diffusore da 22 mm (Weber 30 IBA 22) in luogo dell'originale da 24 mm (Weber 32 IBA 20). Questi i nuovi dati di erogazione: potenza max. 45 CV a 5600 giri/min. Coppia max. 6,5 kgm/din a 3000 giri/min.
La gamma alla presentazione della III serie era:
- Normale 903 cm³ 47 hp;
- Elegant 903 cm³ 47 hp;
- Abarth 58 hp 982 cm³ 58 hp;
- Abarth 70 hp 1050 70 hp;

Al termine della produzione della III serie invece la gamma era diventata:
- Normale 903 cm³ 42 hp;
- Elegant 903 cm³ 45 hp;
- Abarth 70 hp 1050 70 hp;

### Quarta serie (1977-1979)

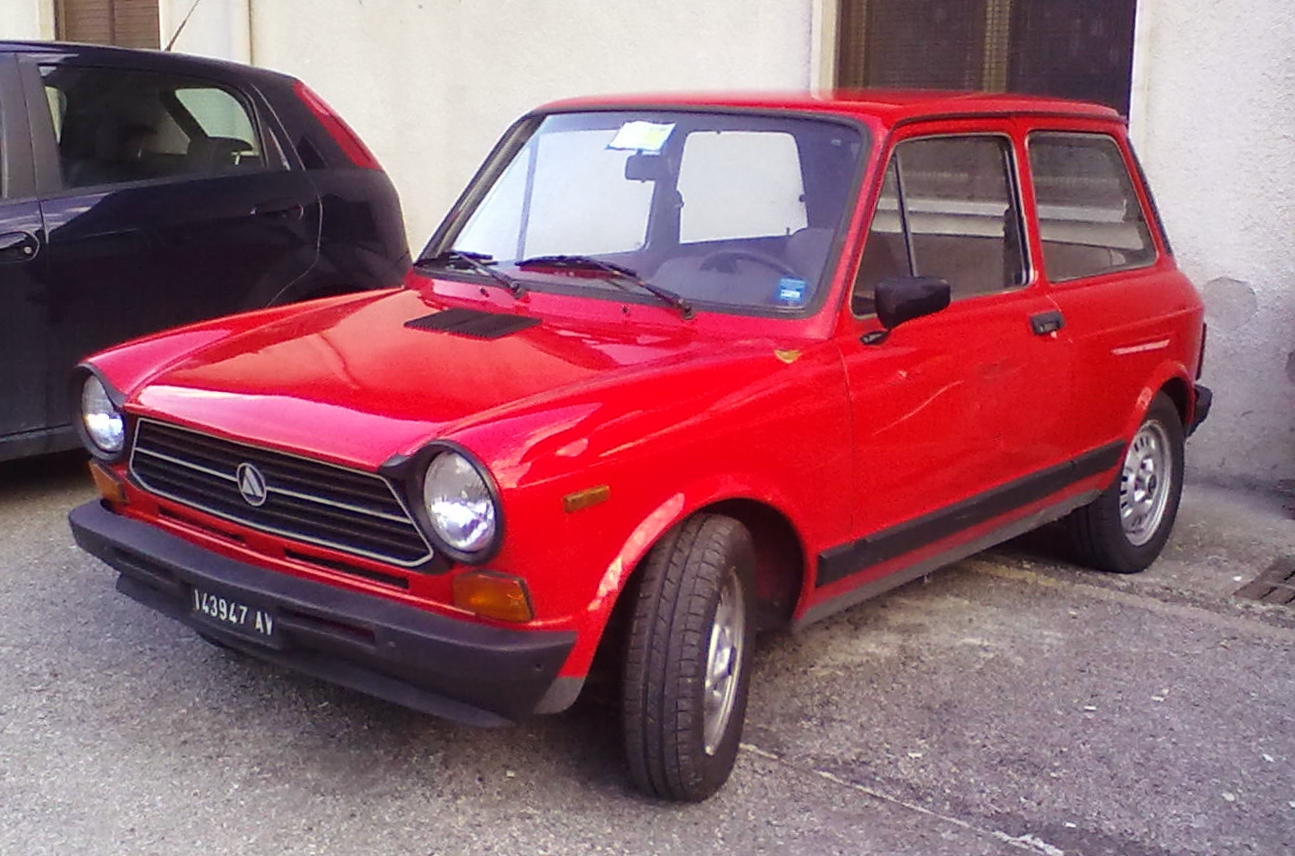
Autobianchi A112 IV Serie del 1978

A Novembre 1977 nacque la A112 quarta serie, caratterizzata da importanti modifiche strutturali e meccaniche. 
Il padiglione venne alzato di 2 cm (sopra la linea dei gocciolatoi) per migliorare l'abitabilità, le fiancate ricevettero profili paracolpi in plastica di maggiori dimensioni, la coda e il frontale furono completamente ridisegnati, i paraurti furono realizzati (base esclusa) interamente in materiale plastico, i braccetti dei tergicristalli furono verniciati in nero opaco su tutte le versioni, gli indicatori di direzione laterali acquisirono una foggia rettangolare, le griglie di sfogo dell'aria dell'abitacolo furono notevolmente ampliate e realizzate in plastica nera, sul portellone furono applicate nuove targhette identificative ("Autobianchi" a sinistra e modello a destra).
La meccanica fu oggetto di numerose migliorie. Per le versioni normali fu messo a punto un nuovo assetto più morbido per migliorare il comfort, i rinvii ad aste del comando acceleratore furono sostituiti dal più moderno ed economico cavo Bowden, mentre ai motori 903 e 1050 si affiancò un inedito 965.
Il nuovo 965 (A112.B1.000) con i suoi 48 cv a 5600 giri si dimostrava più elastico e regolare ai bassi giri rispetto al primo 903 da 47 cv, con un leggero miglioramento dei consumi. Il 903 e il 1050, escluso il nuovo comando acceleratore, restarono invariati.
L'abitacolo si presentava totalmente rinnovato, e assunse la connotazione mantenuta poi quasi invariata fino all'uscita di produzione del modello.
Le portiere adottarono pannelli in plastica beige con maniglione e bracciolo integrati in un disegno "a L" e tasca portacarte con elastico, la plancia fu totalmente ridisegnata, realizzata in plastica marrone scuro e dotata di un vano portaoggetti chiuso e da una inedita sede per eventuale apparecchio radio. Sotto la plancia, dal lato passeggero, fu realizzato un secondo vano portaoggetti a giorno che comprendeva la sede per altoparlante radio mono.
Nuovo il quadro strumenti di foggia squadrata, nuova la plafoniera interna unica al centro del padiglione, nuovi i rivestimenti dei sedili (disponibili con appoggiatesta trapezoidali imbottiti, rivestiti e regolabili), nuova la moquette bouclèe marrone estesa anche al bagagliaio per le versioni superiori.
La nuova gamma comprendeva tre versioni: A112, A112 E, A112 Abarth.
La A112 (nota come "Normale") era equipaggiata col 903 cm³da 42 cv. Esternamente era riconoscibile dai paraurti della versione precedente verniciati in nero, mascherina totalmente nera, cerchi 127 seconda serie con coppette nere, profili paracolpi sottili della terza serie e gruppi ottici posteriori senza luci di retromarcia.
L'abitacolo conservava i sedili con telai 126, la vecchia plancia con strumenti tondi, con l'aggiunta della spia freni sopra alla pompetta lavacristallo.
La A112 E ("Elegant"), con il nuovo motore da 965 cm³ e 48 cv, presentava nuovi cerchi in lamiera stampata, luci di retromarcia, plancia e pannelli nuovi, sedili rivestiti in tessuto scozzese, leva cambio con impugnatura in plastica morbida. La dotazione di serie poteva essere arricchita con vernice metallizzata, cerchi in lega, fari alogeni, vetri atermici, contagiri, sedili anteriori con appoggiatesta, cinture di sicurezza anteriori automatiche, segnalatori d'emergenza e tergilunotto.
La A112 Abarth, invariata nella meccanica, era riconoscibile per la vistosa "gobba" sul cofano motore, i cerchi della versione E con mezzelune verniciate in nero e le targhette Abarth su portellone, cofano anteriore e fiancate. All'interno l'aspetto spartano delle precedenti serie lasciò il posto a un ambiente piuttosto elegante, con sedili in finta pelle beige e velluto marrone a coste dotati di appoggiatesta di serie. La strumentazione supplementare inoltre passò alla parte inferiore della plancia, sotto i comandi del riscaldamento. L'impianto frenante abbandonò il servofreno Bonaldi che agiva sulle ruote anteriori a favore di una nuova pompa con "mini-servo" meccanico.

### Quinta serie (1979-1982)

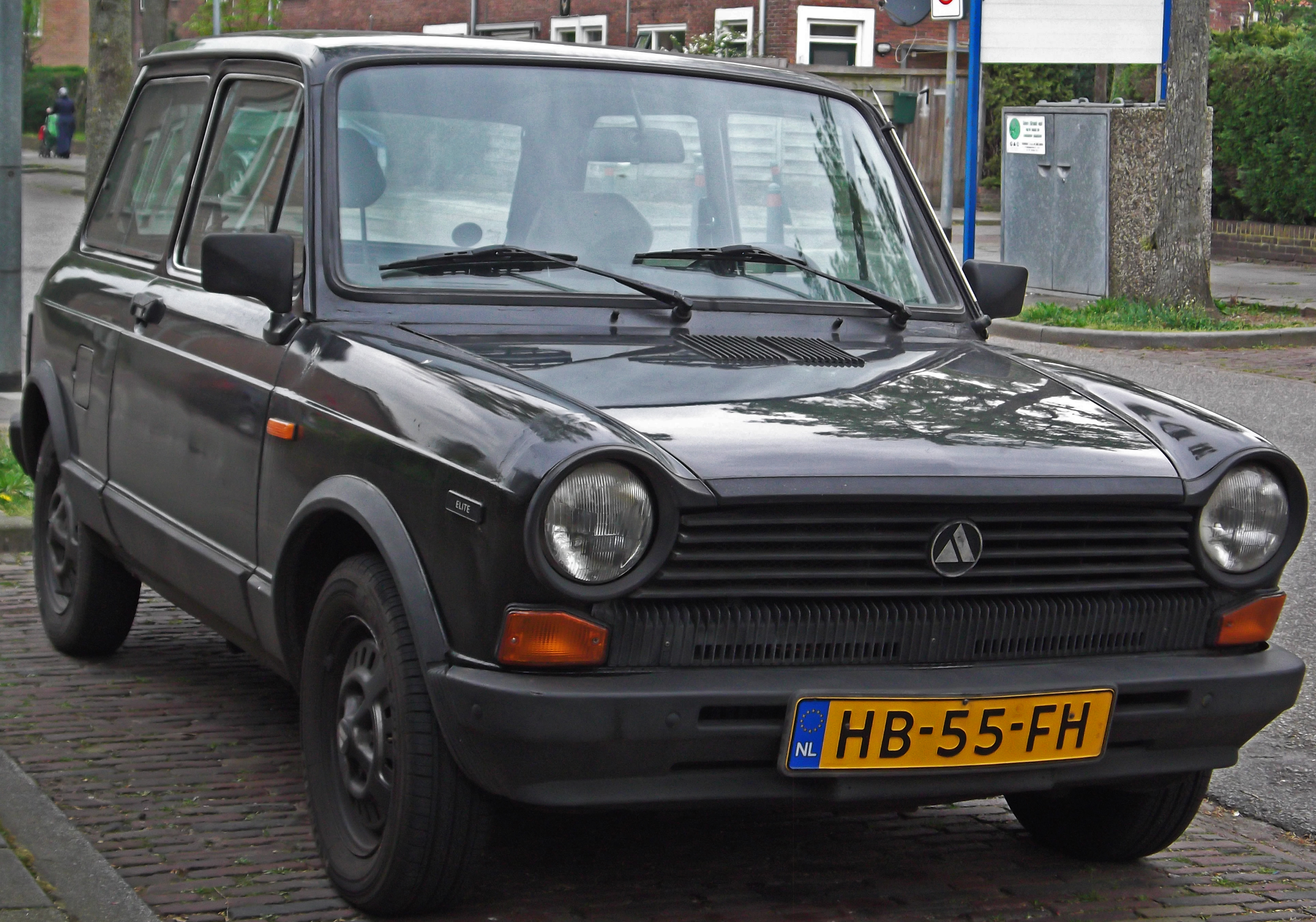
Una A112 Élite quinta serie del 1981

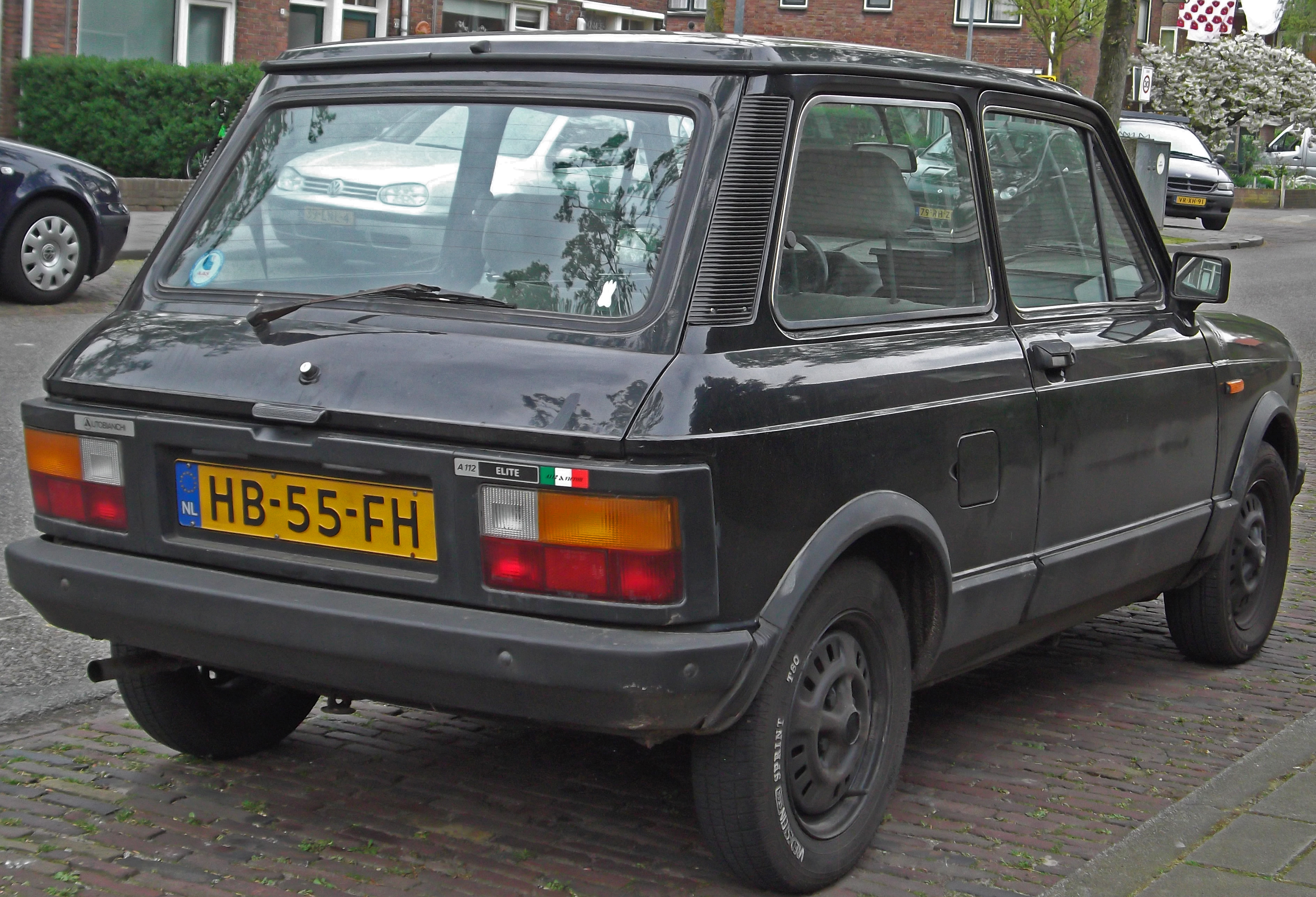
Autobianchi A112 Elite quinta serie del 1981, vista posteriore

Nel giugno 1979 venne presentata la A112 quinta serie, una delle edizioni di maggior successo della vetturetta di Desio.
La carrozzeria venne dotata di una nuova e più elaborata mascherina, paraurti (in plastica su tutte le versioni) ridisegnati, fascioni laterali in plastica raccordati ai paraurti tramite codolini passaruota dello stesso materiale, nuovi gruppi ottici posteriori inseriti in una cornice di plastica nera (in cui alloggiava anche la targa), frecce laterali arretrate verso le portiere e sostituite al loro posto da inedite targhette con l'identificazione della versione, specchietto esterno più grande regolabile dall'interno, mentre gli interni subirono solo modifiche minori. La gamma era composta da quattro versioni: Junior, Elegant, Elite, Abarth.
La Junior, equipaggiata dal motore 903 cm³ da 42 CV abbinato al cambio a 4 marce, si proponeva come versione per i giovani, dotata di serie di un ampio tetto apribile in tela e sgargianti tinte specifiche (Arancio Favorita, Verde Finlandia, Giallo Maya, Rosso Corsa e Azzurro Lipari). Come la precedente A112 normale era dotata di cerchi di origine Fiat 127 con fori tondi e coppette nere.
L'Elegant rappresentava una via di mezzo tra la Junior e l'Elite. Come la A112 Elite montava il 965 cm³, ma con cambio a quattro marce e accensione a puntine. Rispetto alla Junior l'aspetto esterno risultava arricchito dai cristalli laterali anteriori e posteriori con cornici cromate, dal coprigocciolatoio cromato e dai cerchi in lamiera stampata color alluminio. All'interno presentava pannelli porte con braccioli lunghi e tasche morbide, sedili più imbottiti con schienali di foggia squadrata rivestiti in tessuto (con parte posteriore e laterale in finta pelle), mentre per tutti gli altri dettagli interni riprendeva la A112 Junior. A richiesta era possibile aggiungere tutti gli accessori di serie sulla A112 Elite ad eccezione, per ragioni commerciali, del cambio a 5 marce. Il prezzo vicino alla A112 Elite e l'allestimento simile alla Junior penalizzarono alquanto la A112 Elegant, che totalizzò un modesto numero di esemplari venduti.
L'Elite rappresentava la più completa e rifinita di tutta la produzione A112. Prima utilitaria sotto il litro di cilindrata dotata di accensione elettronica e cambio a 5 marce, la A112 Elite consumava meno ed era più brillante della precedente serie, e sfoggiava una dotazione di accessori completa: fari alogeni, contagiri elettronico, sedili in panno Zegna con schienali anteriori regolabili e appoggiatesta anch'essi regolabili in altezza e inclinazione, tergilavalunotto, cristalli atermici azzurrati, ventola del riscaldamento a due velocitá, bagagliaio totalmente rivestito in moquette (in plastica su Junior ed Elegant), sedile posteriore sdoppiato. Rimanevano disponibili a richiesta soltanto la vernice metallizzata, le luci di emergenza e i cerchi in lega.
L'Abarth perse parte della forte connotazione sportiva che l'aveva distinta fino ad allora con la definitiva abolizione del cofano anteriore nero opaco.
Come il 965, anche il motore 1049 beneficiò dell'accensione elettronica e del cambio a 5 marce, sacrificando solo qualche km/h di velocitá massima a fronte di una ancora maggiore vivacitá in accelerazione e ripresa.
All'interno debuttarono nuovi sedili a coste in vellutino nero a coste con fianchi in finta pelle, mentre la dotazione di serie restò quella dell'Elite.
Nel corso dei primi mesi di produzione si ebbero alcuni aggiornamenti di dettaglio: l'identificazione del telaio passò da "A112B.." a "ZAA112B00..." e l'incavo per l'apertura dello sportello della benzina fu spostato dallo sportello stesso alla fiancata.
Nel 1980 il quadro strumenti ricevette le nuove spie con ideogrammi unificati (fino ad allora aveva ancora simboli ormai obsoleti per le spie freni e fari), la leva del cambio fu rivestita con una impugnatura in poliuretano più sottile e debuttò la Junior con tetto chiuso, mentre all'inizio del 1981 scomparvero le cornici cromate dai vetri posteriori e le leve del riscaldamento furono realizzate in plastica nera.
Ad Aprile 1982, in vista dell'imminente presentazione della sesta serie, per mantenere alte le vendite della quinta serie nei suoi ultimi mesi di vendita furono apportate alcune modifiche che diedero vita al "Maquillage 1982".
Esternamente le nuove A112 sfoggiavano tre nuovi colori (Rosso Nearco, Azzurro Antibes e Marrone metallizzato), e la versione Abarth ricevette le targhette identificative anteriore e laterali con scritte rosse invece che grigie.
All'interno tutte le versioni adottarono nuovi rivestimenti: un nuovo tessuto spigato per la Junior in alternativa alla finta pelle nera di serie, un nuovo tessuto spigato in tinta unita per l'Elegant (lo stesso della successiva Junior sesta serie), panno Zegna con fascia centrale a quadretti colorati per l'Elite (di derivazione Lancia Beta HPE) e panno Zegna a quadretti grigi (deriv. Lancia Delta) con fasce laterali in finta pelle per l'Abarth. Le uniche modifiche alla meccanica riguardarono il radiatore e la scatola filtro aria, realizzati ora in plastica nera.
Di questa quinta serie nel 1982 ne fu prodotto un centinaio di esemplari in allestimento speciale su base Elite dotate di serie di cerchi in lega, proiettori con tergilavafari, cristalli atermici bronzati, tergilunotto, carrozzeria marrone metallizzato, alzacristalli elettrici (visti poi nella serie successiva, versione Lx), orologio digitale posto sotto i comandi del riscaldamento e rivestimento dei sedili in tessuto pregiato Ermenegildo Zegna. Vennero estratte a sorte tra i fortunati acquirenti di vetture nuove e sono ormai praticamente introvabili..

### Sesta serie (1982-1984)
Al Salone di Parigi 1982 debuttò la A112 sesta serie, sulla quale la Casa intervenne per rimediare all'eccessiva plastificazione della quinta serie: frontale più semplice con paraurti direttamente raccordato alla mascherina e indicatori di direzione incassati, paraurti posteriore più alto e fanali posteriori rettangolari senza cornice in plastica.
Le targhette laterali adottarono la parte centrale in rilievo, quella posteriore passò sul portellone e tutte le versioni adottarono come equipaggiamento base i cerchi con feritoie retrangolari della Fiat 127 terza serie.

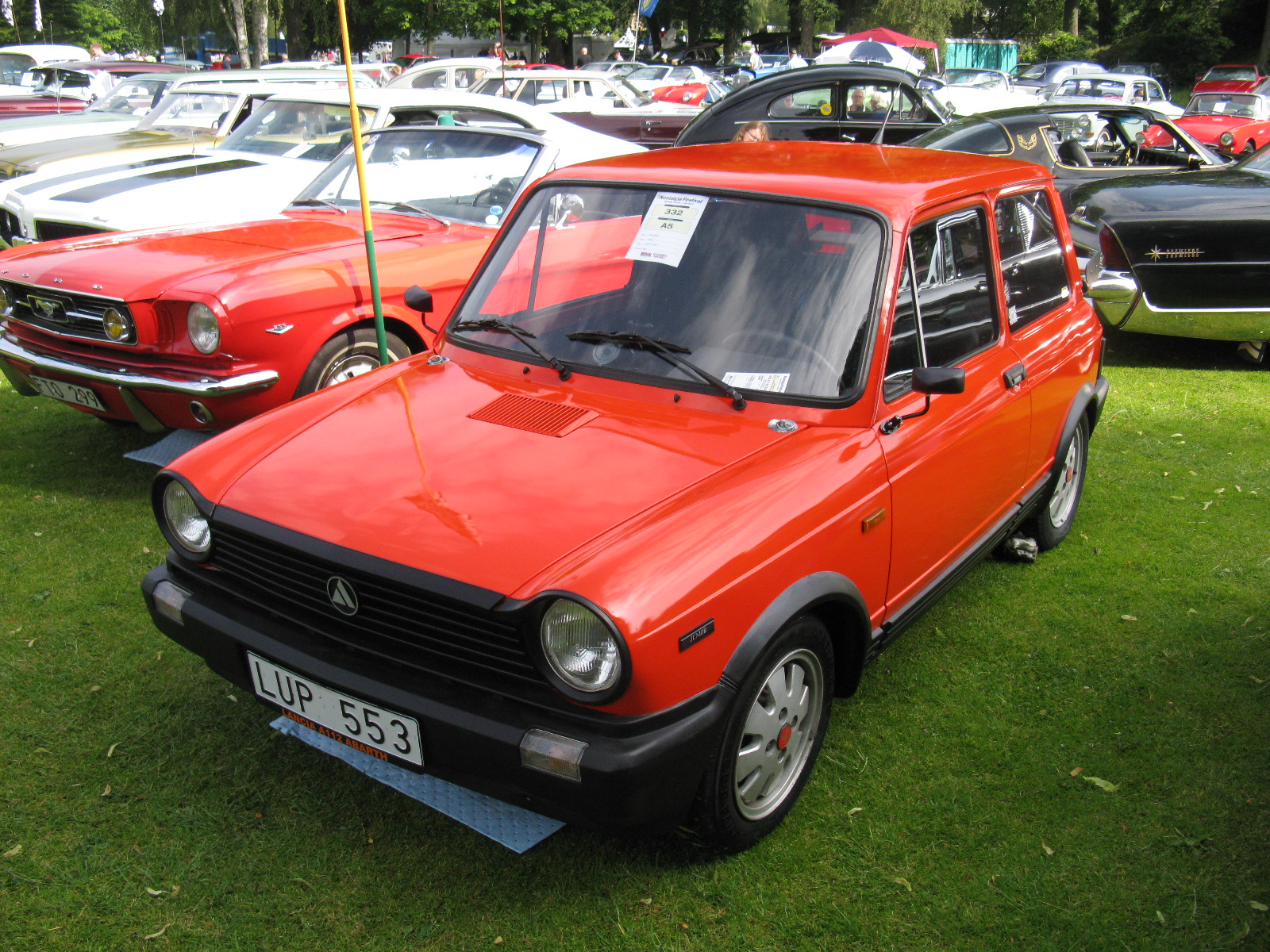
1984 Lancia A112 Junior della sesta serie (venduta sotto il nome di Lancia in Svezia)

Per tutte le versioni debuttarono nuovi rivestimenti interni, plafoniera di origine Ritmo con luce di lettura orientabile, targhetta interna "A112" invece di "Autobianchi", spia starter, tetto apribile in cristallo a richiesta ed econometro a diodi luminosi (Abarth esclusa). Rispetto alla serie precedente la Casa operò una riduzione costi abbastanza evidente: la moquette non era più bouclèe ma rasata, il rivestimento dell'imperiale era meno pregiato, il rivestimento del bagagliaio in moquette fu riservato alla sola LX e la seduta del sedile posteriore, notevolmente ridotta nell'imbottitura, veniva montata a incastro.
Quattro le nuove versioni della A112: Junior, Elite, LX, Abarth.
Junior: 903 cm³, 42 cv, 4 marce. Cerchi 127 terza serie con coppette nere, sedili in tessuto spigato tinta unita con retro e fianchi in finta pelle. A richiesta: lunotto termico, tergilunotto + econometro, sedili reclinabili con appoggiatesta, frecce di emergenza, dispositivo ripetizione comando ribaltamento sedili sul fianco dello schienale, vernice metallizzata, sedili in TVE (finta pelle), tetto apribile.
Elite: 965 cm³, 48 cv, 5 marce, accensione elettronica. Cerchi 127 terza serie con coppette in tinta, sedili reclinabili interamente rivestiti in tessuto con loghi Autobianchi, meccanismo di ribaltamento dei sedili "a pantografo" con spostamento in avanti, trombe bitonali, frecce di emergenza ventola riscaldamento a 2 velocità. A richiesta, oltre agli optional della Junior: fari alogeni, appoggiatesta, contagiri, orologio digitale, sedile posteriore sdoppiato, cerchi in lega a margherita.
LX: 965 cm³, 48 cv, 5 marce, accensione elettronica. Dotazione di serie come A112 Elite con aggiunta di: contagiri, orologio digitale, appoggiatesta, luci di emergenza, tergilunotto, alzacristalli elettrici, bagagliaio rivestito in moquette, vetri atermici azzurrati e fari alogeni. A richiesta: tetto apribile e cerchi in lega.
Abarth: 1049 cm³, 70 cv, 5 marce, accensione elettronica. Sedili con gli stessi telai delle versioni normali (furono soppresse le guide inclinate) con tessuto a triangolini e finta pelle traforata, rivestimento imperiale in finta pelle nera, strumenti supplementari sotto ai comandi riscaldamento. Dotazione di serie e a richiesta identica alla A112 LX tranne alzacristalli elettrici e orologio digitale (optional).

### Settima serie (1984-1985)

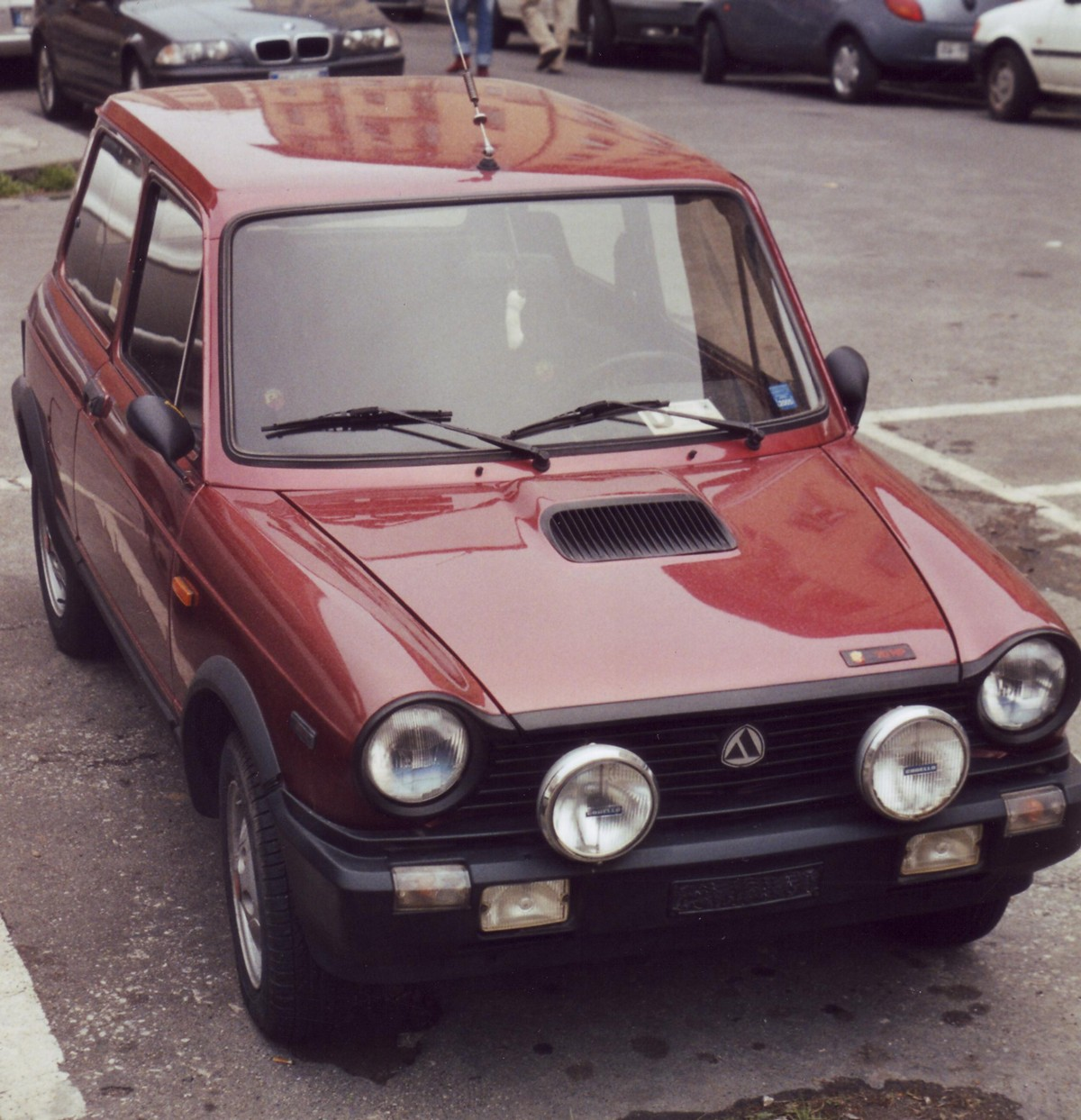
Una "A112 Abarth" 7ª serie

La settima serie di aprile 1984 presentava ritocchi all'estetica e un leggero miglioramento della finitura interna. La gamma continuò a prevedere le quattro versioni dell'82/83, ma con alcuni aggiornamenti estetici.
Tutte le versioni adottarono gli indicatori di direzione anteriori bianchi e la predisposizione per l'antenna radio sul tetto, quadro strumenti illuminato in rosso con spie retroilluminate nei soli ideogrammi (come i cruscotti moderni) e nuovi rivestimenti interni. Tutte le versioni inoltre, compresa la Junior, potevano avere a richiesta i cristalli atermici bronzati.
La nuova Junior aveva le coppette in tinta con i cerchi riprese dalle precedenti Elite/LX e sedili rivestiti con il tessuto a triangolini dell'Abarth sesta serie.
Le versioni Elite, LX e Abarth presentavano coppe ruote integrali in plastica e nuovi paraurti: l'anteriore con la predisposizione per l'alloggiamento dei fari supplementari (a scelta fendinebbia o fari di profondità), il posteriore con sede per la targa, sostituita nella sede originaria da un vistoso catadiottro con stemma Autobianchi e sigla identificativa del modello (in questo caso la targhetta sul portellone riportava semplicemente la dicitura "Autobianchi"). All'interno per la prima volta il nuovo tessuto beige o grigio con disegno a quadretti fu esteso anche su una parte dei pannelli delle portiere, intonato alla nuova moquette anch'essa beige.
L'Abarth, anch'essa con le inedite coppe ruote in plastica, ricevette filetti e stemmi Abarth adesivi nella parte bassa delle fiancate. Debuttarono inediti tessuti a righe orizzontali, cinture di sicurezza anteriori rosse con avvolgitore e gli strumenti supplementari furono invertiti di posto con il posacenere per migliorarne la visibilità.

### Ottava serie "Unificata" (1985-1986)
A Marzo 1985 con la nascita della Y10, nacque l'ottava serie, una gamma ridotta ad una sola versione denominata semplicemente "A112" (nota anche come Unificata) e destinata a rimanere a listino fino a tutto il 1986.
La A112 Unificata era praticamente una Junior settima serie con la sola differenza dei nuovi stemmi Autobianchi usati anche sulla Y10.
Disponibile soltanto col motore 900 a quattro marce, probabilmente per esaurire le giacenze di magazzino l'Unificata poteva essere equipaggiata con accessori non disponibili sulle precedenti Junior quali fari alogeni, vetri atermici bronzati, orologio digitale, contagiri e sedile posteriore sdoppiato.

### Derivate
Oltre ai modelli di serie, vennero realizzate alcune versioni speciali, estremamente rare - prototipi o modelli unici - sui quali si hanno pochissimi dati.
Ne sono esempi la berlinetta OTAS KL 112 di Aldo Sessano e la fuoristrada Savio A112 Torpedo, entrambe del 1970, la targa "A112 Giovani" Pininfarina del 1972, la coupé Rayton Fissore Gold Shadow del 1978 o la lussuosa Felber A112 Rubis.

## Dati tecnici
- Anni di produzione: 1969 - 1986
- Numeri produzione: 1.254.178 esemplari
- Versioni:
  - I serie 1969 - 1973
    - normale - 903 cm³, 44 CV, potenziato a 47 CV dall'autunno 1971
    - E - allestimento più lussuoso - 903 cm³, 44 CV, potenziato a 47 CV dall'autunno 1971 (1971 - 1973)
    - Abarth - 982 cm³, 58 CV. (1971 - 1973)

  - II serie 1973 - 1974
    - Normale - 903 cm³, 47 CV.
    - Elegant - 903 cm³, 47 CV.
    - Abarth - 982 cm³, 58 CV e 1050 cm³, 70 CV da dicembre 1974.

  - III serie 1975 - 1977
    - Normale - 903 cm³, 47 CV, depotenziato a 42 CV nel luglio 1975.
    - Elegant - 903 cm³, 47 CV, depotenziato a 45 CV nel 1976.
    - Abarth - 982 cm³, 58 CV (fino al 1976) e 1050 cm³, 70CV.

  - IV serie 1977 - 1979
    - normale - 903 cm³, 42 CV
    - Elegant - 965 cm³, 48CV.
    - Abarth - 1050 cm³, 70CV.

  - V serie 1979 - 1982
    - Junior - 903 cm³, 42 CV
    - Elegant - 965 cm³, 48CV.
    - Elite - 965 cm³, 48CV.
    - Abarth - 1050 cm³, 70CV.

  - VI serie 1982 - 1984
    - Junior - 903 cm³, 42 CV
    - Elite - 965 cm³, 48CV.
    - LX - 965 cm³, 48CV.
    - Abarth - 1050 cm³, 70CV.

  - VII serie 1984 - 1985
    - Junior - 903 cm³, 42CV.
    - Elite - 965 cm³, 48CV.
    - LX - 965 cm³, 48CV.
    - Abarth - 1050 cm³, 70CV.

  - VIII serie 1985 - 1986
    - A112 - 903 cm³, 42 CV.
- Motorizzazione: Fiat 100 903 cm³ per tutti gli anni di produzione, affiancato in seguito dal 965 cm³ per i modelli Elegant, Elite, LX.
- Carrozzeria originale Autobianchi, 3 porte. Omologata per 4 persone fino alla seconda serie, per 5 dalla terza serie in poi.

## Motorizzazioni
| Modello     | Disponibilità    | Motore  | Cilindrata (cm³) | Potenza       | Coppia Massima (Nm) | Emissioni CO2 (g/Km) | 0–100 km/h (secondi) | Velocità max (Km/h) | Consumo medio (Km/l) |
| 903         | dal 1975 al 1986 | Benzina | 903              | 30 Kw (42 Cv) | 66                  | n.d                  | 18.6                 | 130                 | 15.5                 |
| 965         | dal 1977 al 1985 | Benzina | 965              | 35 Kw (48 Cv) | 71                  | n.d                  | 17.7                 | 136                 | 14.1                 |
| 1050 Abarth | dal 1974 al 1985 | Benzina | 1050             | 51 Kw (70 Cv) | 86                  | n.d                  | 13.6                 | 160                 | 13.5                 |